# Museu de Arte de Gotemburgo
O Museu de Arte de Gotemburgo (em sueco Göteborgs konstmuseum) é o mais importante museu sueco de arte escandinava do período 1880-1900. Conta com cerca de 70 000 peças (incluindo pinturas, esculturas e desenhos), e é o terceiro maior museu de arte da Suécia, depois do Museu Nacional de Belas-Artes e do Museu de Arte Moderna, ambos em Estocolmo. Entre os artistas representados, há que destacar os pintores Carl Larsson, Anders Zorn e P.S. Kröyer, assim como o escultor Carl Milles.
O edifício foi concebido pelos arquitetos Sigfrid Ericsson e Arvid Bjerke e construído entre 1919 e 1923, quando Gotemburgo ia comemorar 300 anos de existência como cidade. O museu está situado na praça Götaplatsen, numa elevação monumental dominando o topo sul da avenida Kungsportsavenyn.

## As coleções do museu
As suas colecções são compostas por aproximadamente 3 000 pinturas e 900 esculturas de artistas como Carl Larsson, Ernst Josephsson, Ivar Arosenius, Karl Isaksson, Anders Zorn, Edvard Munch, Rodin, Per Hasselberg, Johan Tobias Sergel, Henry Moore, Carl Milles.
Nos seus três pisos, existem obras do séc. XV até aos nossos dias.

## Galeria

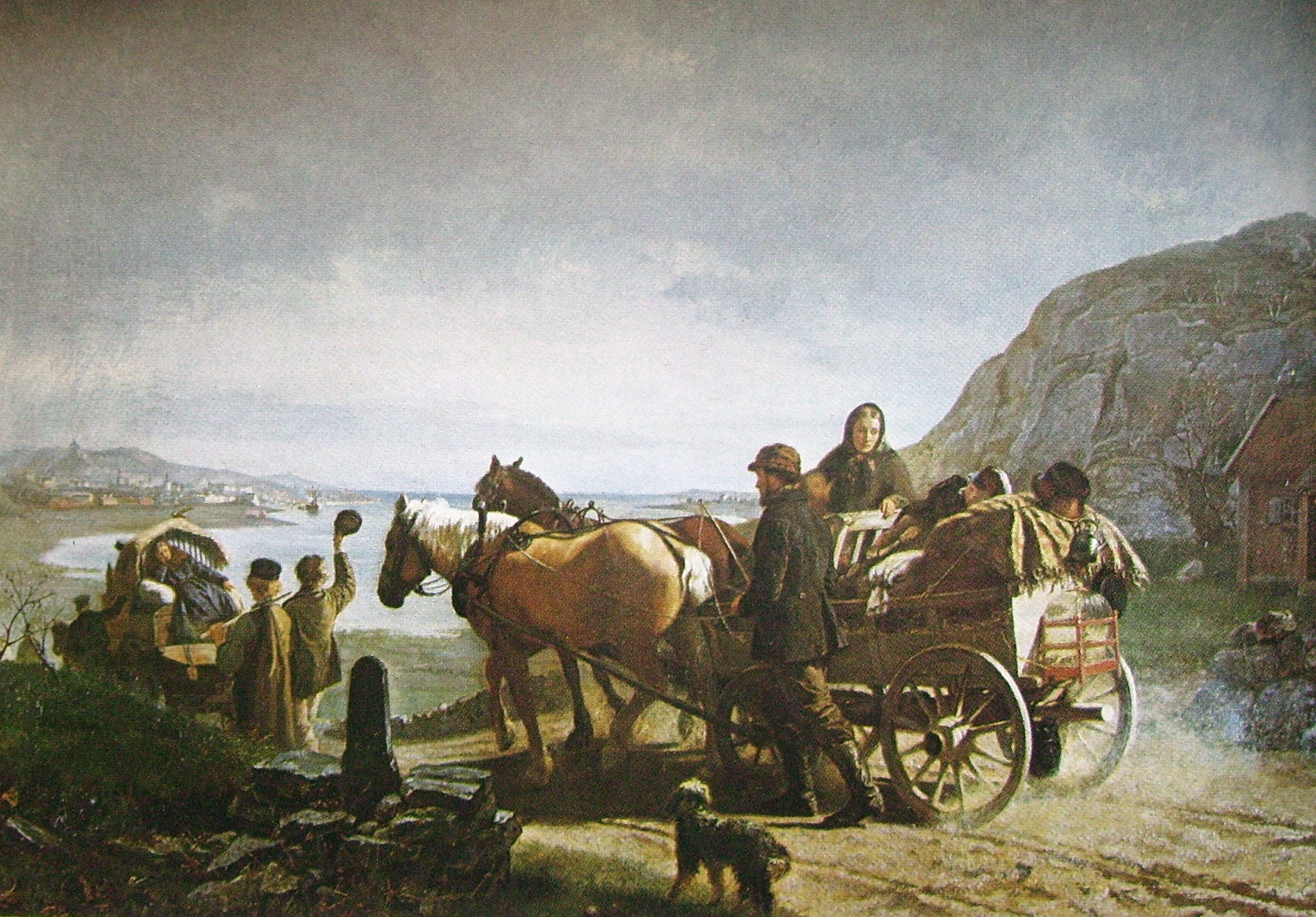
Geskel Saloman: Emigration (1872)
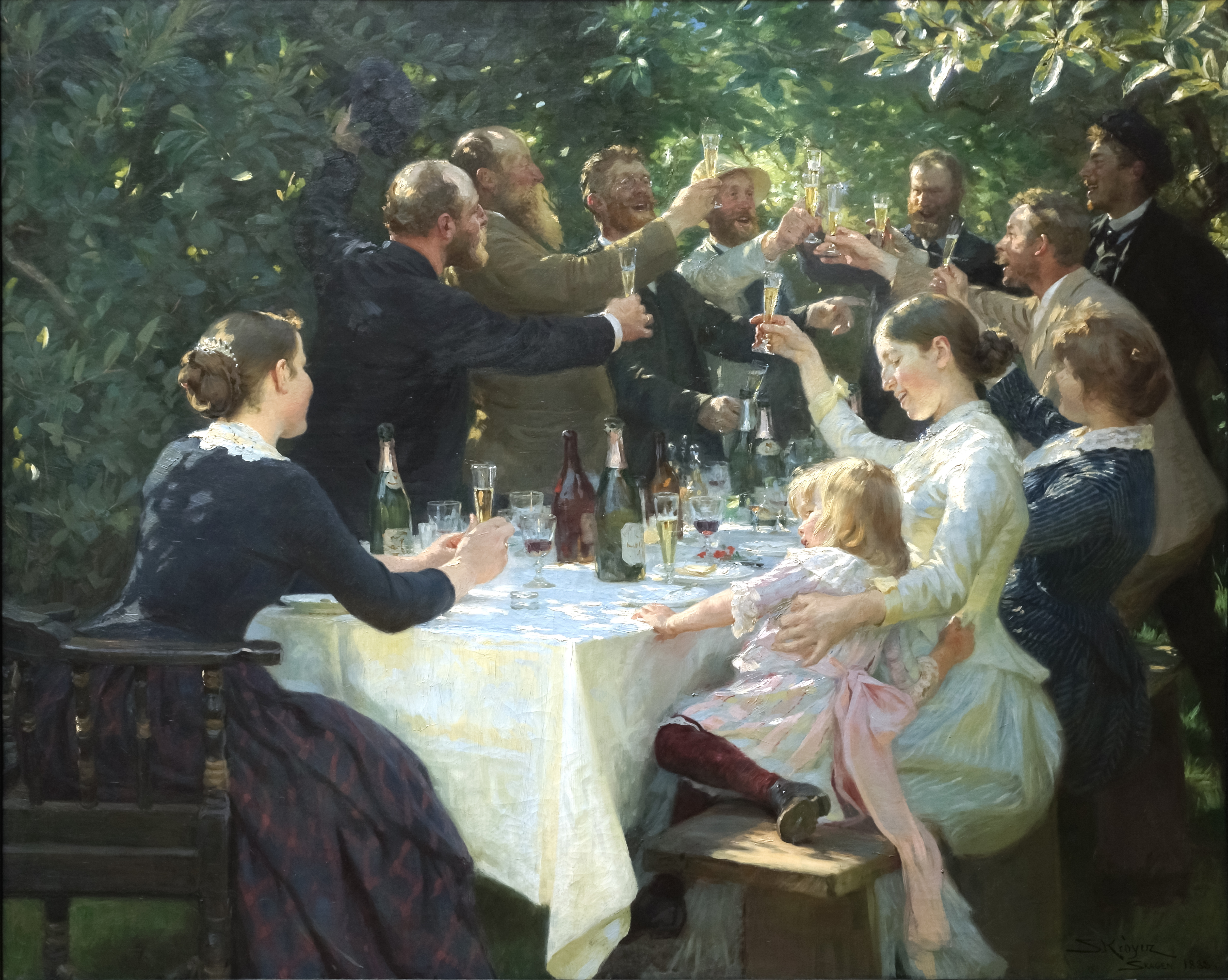
P.S. Krøyer: Hip, hip, hurra! Kunstnerfest på Skagen (1886)
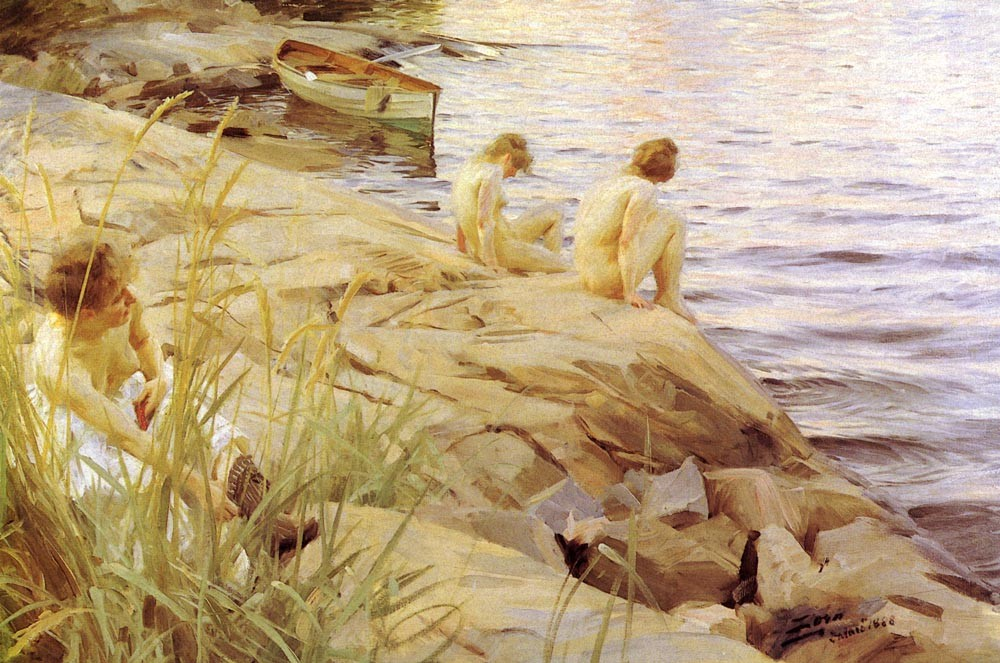
Anders Zorn: Ute (Outdoors; 1888)
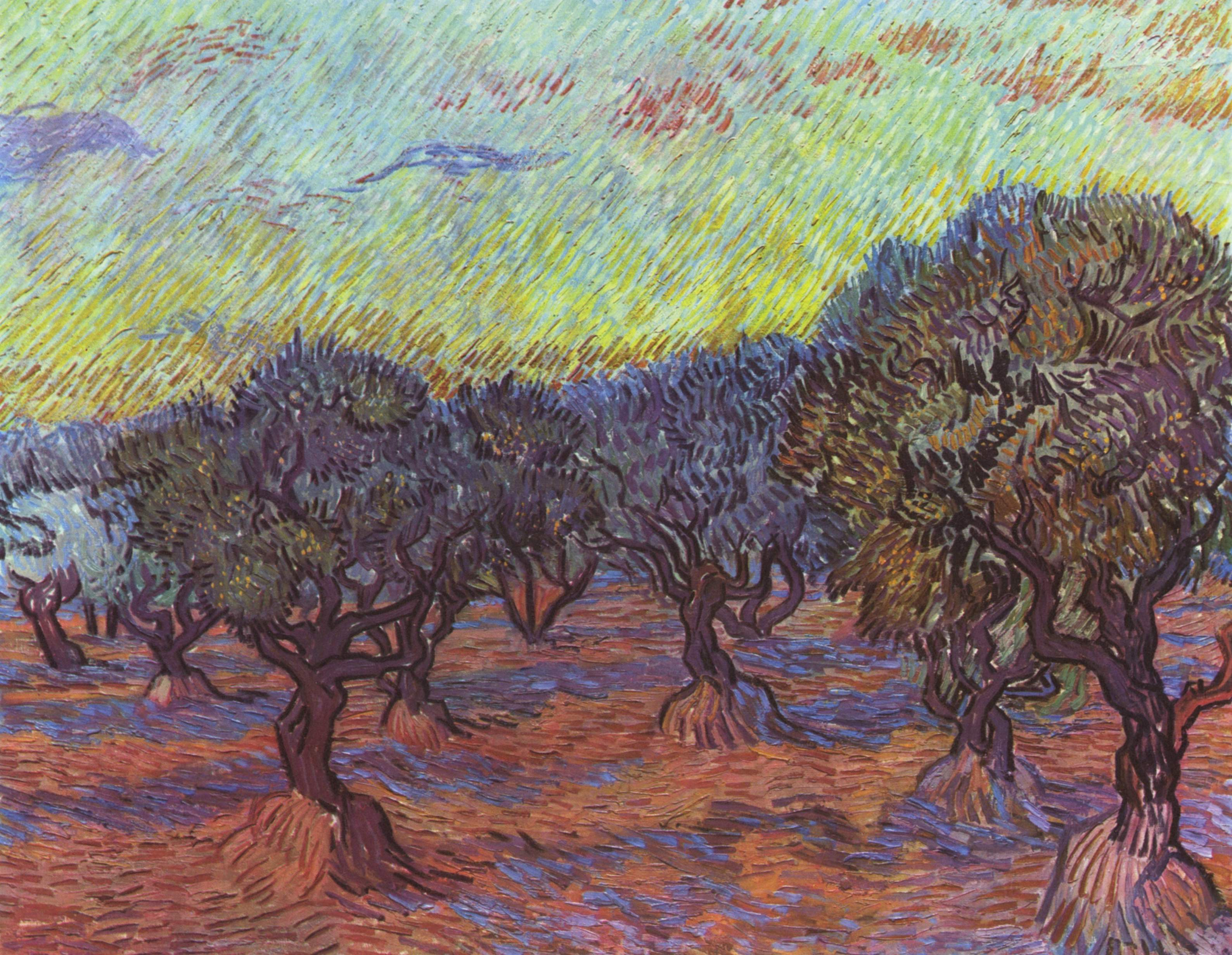
Vincent van Gogh: Olivenhain (1889)
Rembrandt: The Knight with the Falcon
Carl Larsson: Fürstenbergska galleriet (1885)